# Ime Udoka
Pour les articles homonymes, voir Udoka.
Ime Udoka (né le 9 août 1977 à Portland, Oregon) est un joueur puis entraîneur américain de basket-ball. Il est actuellement l'entraîneur principal des Rockets de Houston.

## Biographie

### Carrière de sportif
Ses origines nigérianes lui confèrent la double nationalité et lui octroient le droit de jouer avec la sélection nationale nigériane.
Formé à la Jefferson High School de Portland, puis à l'université d'État de Portland, il a débuté en NBDL avec les Lowgators de Charleston. Il a été appelé par les Lakers de Los Angeles le 14 janvier 2004, mais est redescendu aux Flyers de Fort Worth. Le 6 avril 2006, a été engagé pour la fin de saison par les Knicks de New York. Sa sœur Mfon Udoka joue en WNBA.
Il a joué à la JA Vichy en fin de saison 2004/2005.
Il a participé avec le Nigeria au championnat du monde de basket-ball 2006, obtenant 16,8 points, 5,3 rebonds, 2,8 passes de moyenne au premier tour.
Il évolue avec les Kings de Sacramento pendant la saison 2009-2010. Il signe avec les Spurs de San Antonio le 24 novembre 2010.

### Carrière d'entraîneur
Il arrête sa carrière et devient, en août 2012 entraineur-adjoint des Spurs de San Antonio jusque 2019.
Le 23 juin 2021, Ime Udoka devient le nouvel entraîneur principal des Celtics de Boston. Il réalise une très belle première saison avec les Celtics, avec un bilan en saison régulière de 51-31 et a hissé l'équipe aux Finales NBA pour la première fois depuis 2010. Néanmoins, son équipe s'incline face aux Warriors de Golden State en six matchs.
Le 22 septembre 2022, Udoka est suspendu pour l'intégralité de la saison 2022-2023 par les Celtics de Boston pour avoir enfreint le code de conduite de la franchise. Il lui est reproché d'avoir eu une liaison avec une membre de l'encadrement des Celtics,.
Après un début de saison 2022-2023 difficile (2 victoires en 7 rencontres), Steve Nash est démis de ses fonctions d'entraîneur des Nets de Brooklyn début novembre et remplacé à titre intérimaire par Jacque Vaughn. Udoka est considéré comme le principal candidat pour remplacer Nash. Mais il est critiqué en interne car les Nets sont déjà touchés par une nouvelle polémique créée par Kyrie Irving et les raisons de la suspension d'Udoka nuieraient à l'image de marque des Nets. Vaughn est peu après nommé entraîneur titulaire et prolongé jusqu'en 2024,.
Fin avril 2023, Ime Udoka devient le nouvel entraîneur principal des Rockets de Houston.

### Vie privée
Il est en couple avec l'actrice Nia Long depuis 2010. Elle donne naissance à leur fils, Kez Sunday Udoka, le 7 novembre 2011. Le couple se fiance en mai 2015.

## Statistiques
| Participation en playoffs |

| Équipe  | Année     | Saison régulière | Saison régulière | Saison régulière | Saison régulière | Saison régulière           | Playoffs | Playoffs  | Playoffs | Playoffs | Playoffs                                                   |
| Équipe  | Année     | Matchs           | Victoires        | Défaites         | %                | Classement                 | Matchs   | Victoires | Défaites | %        | Résultat                                                   |
| ------- | --------- | ---------------- | ---------------- | ---------------- | ---------------- | -------------------------- | -------- | --------- | -------- | -------- | ---------------------------------------------------------- |
| Boston  | 2021-2022 | 82               | 51               | 31               | 62,2             | 1er en division Atlantique | 24       | 14        | 10       | 58,3     | Défaite contre les Warriors de Golden State en Finales NBA |
| Houston | 2023-2024 | 82               | 41               | 41               | 50,0             | 3e en division Sud-Ouest   | -        | -         | -        | -        | Pas de playoffs                                            |
| Houston | 2024-2025 | -                | -                | -                | -                | -                          | -        | -         | -        | -        | -                                                          |
| Total   | Total     | 164              | 92               | 72               | 56,1             |                            | 24       | 14        | 10       | 58,3     |                                                            |